# Label (thành tố điều khiển)

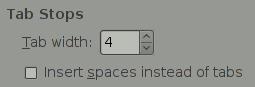
Label dùng để biểu thị mục đích của spinner box, và làm tiêu đề phân vùng.

Label (nghĩa đen: nhãn) là thành tố điều khiển đồ họa (control) hiển thị văn bản (text) trong biểu mẫu (form). Nó thường là một control tĩnh; không có tương tác. Label thường dùng làm nhan đề cho text box (hộp văn bản) đi kèm hoặc cho widget khác. Một số label có thể phản hồi các sự kiện như nhấp chuột, cho phép sao chép nội dung của label, nhưng đây không phải là quy phạm thực hành giao diện người dùng chuẩn. Label thường không có trạng thái focus (được ấn).
Ngoài ra còn có một control tương tự được gọi là link label (nhãn liên kết). Không giống như label tiêu chuẩn, link label trông giống và hoạt động như một siêu liên kết (hyperlink), và có thể được chọn (selected) và giữ (activated). Control này có thể có những tính năng như thay đổi màu sắc khi nhấp hoặc di chuột qua.